# Центр (станція метро)
52°13′53″ пн. ш. 21°00′38″ сх. д. / 52.23139° пн. ш. 21.01056° сх. д.
Центр (пол. A-13 Centrum) — станція лінії M1 Варшавського метрополітену.

## Історія
Станція відкрита 26 травня 1998 року під Рондом Дмовського — перехрестям центральних вулиць Варшави — Єрусалимського проспекту та вулиці Маршалковської.

## Опис
Колонна двопрогінна двоярусна мілкого закладення з бічними платформами 7 м завширшки й 120 м завдовжки. Колірна гамма станції складається з жовтого, коричневого і синього кольорів. Станція освітлюється світильниками, розташованими над торговою галереєю на верхньому ярусі. Виходи зі станції облаштовані стаціонарними сходами, ескалаторами й ліфтами. На станції заставлено тактильне покриття.

## Колійний розвиток
За станцією розташовано протишерстний з'їзд. Від 2-ї колії відгалужується службово-сполучна гілка до лінії 2, яка була побудована у 2013 році.

## Пересадки
- На поїзди зі станцій Варшава-Центральна, Варшава-Середмістя, Варшава-Середмістя (WKD)
- Автобуси: 117, 127, 128, 131, 158, 171, 175, 501, 507, 517, 519, 520, 521, 522, 525, N22, N24, N25, N31, N32, N33, N35, N37, N38, N42, N72, N81, N83, N85, N88
- Трамваї: 4, 7, 9, 15, 18, 22, 24, 25, 35

## Галерея

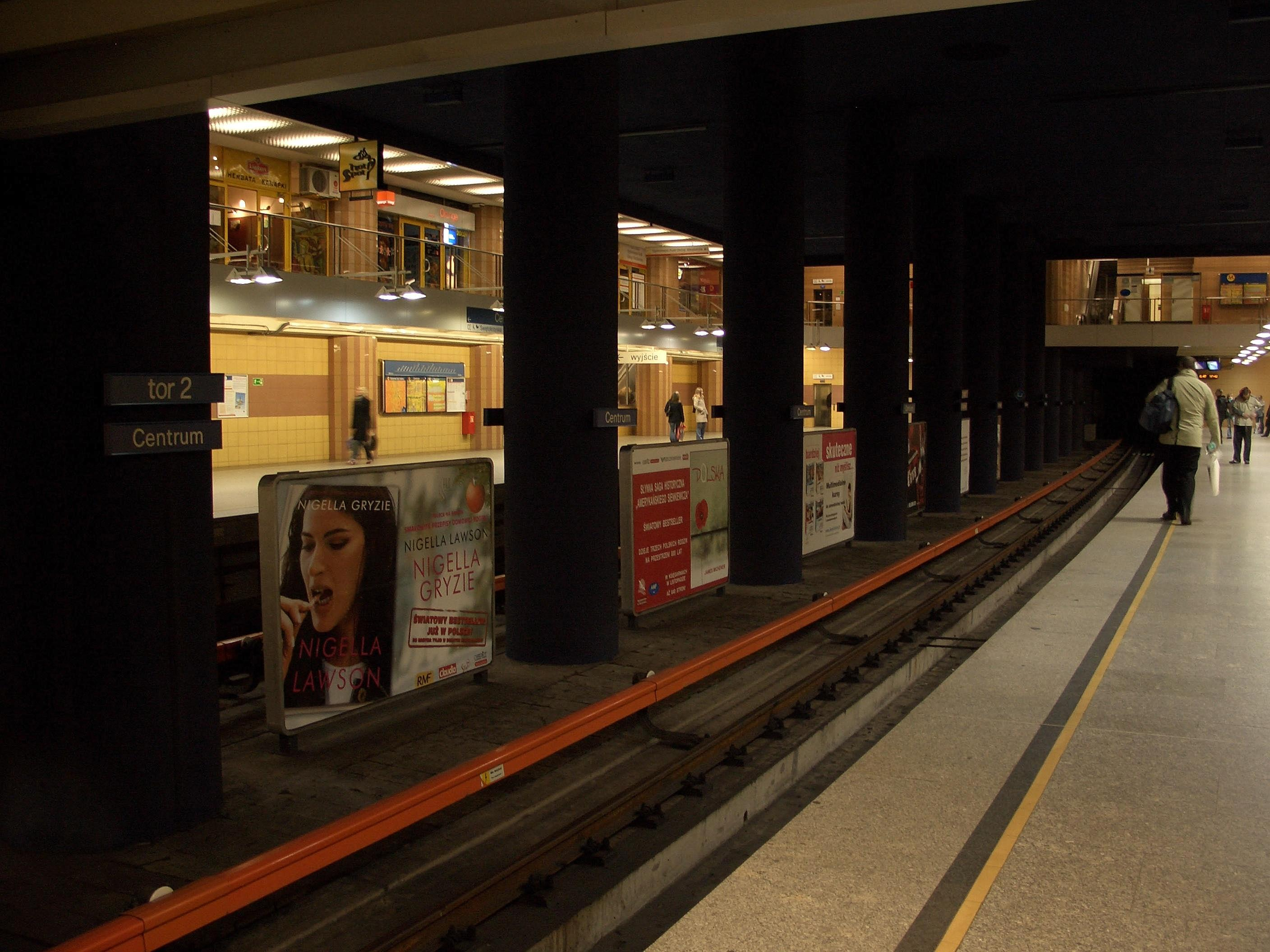
Платформа станції «Центрум»
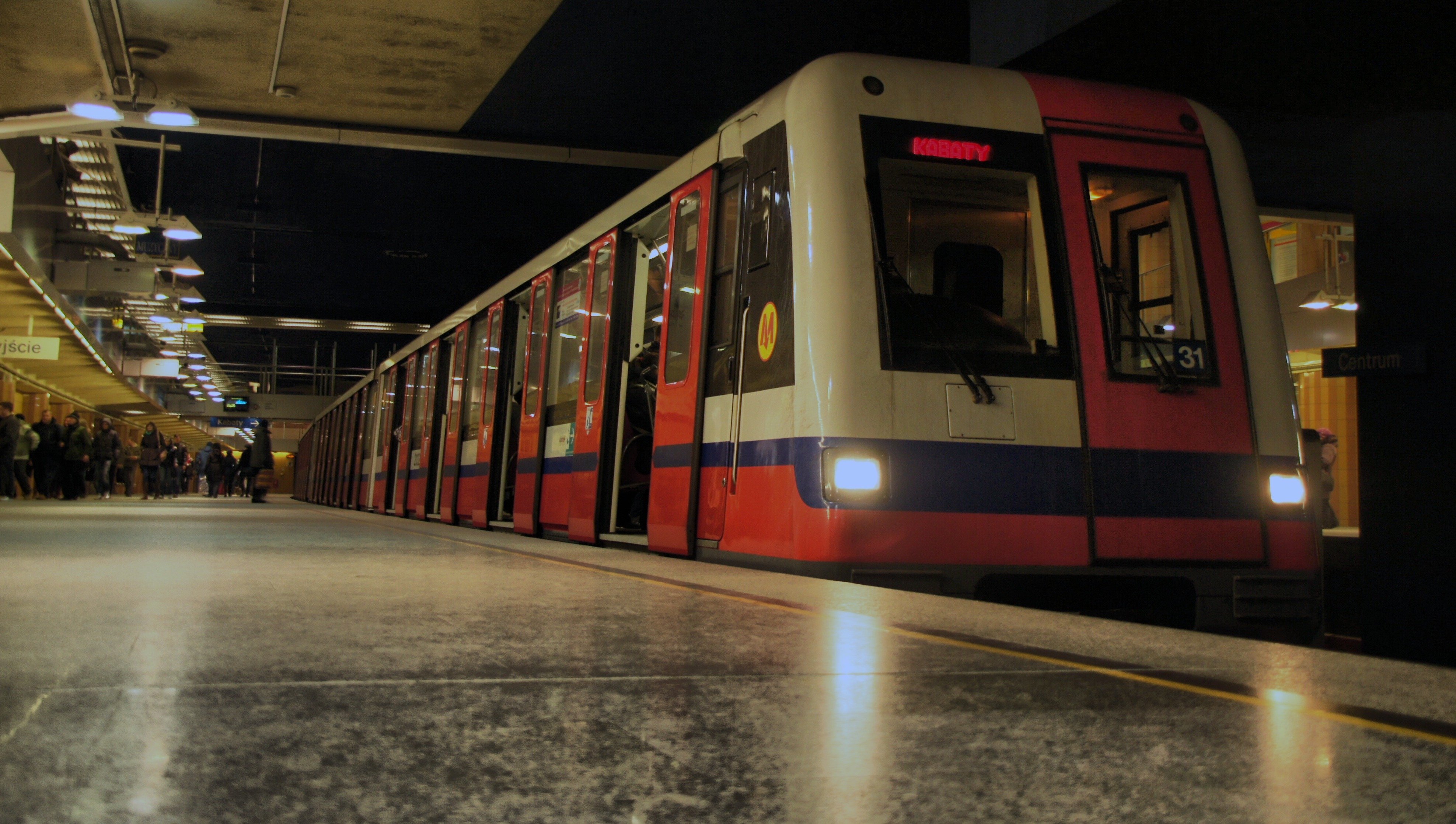
Поїзд компанії Alstom на станції «Центрум»
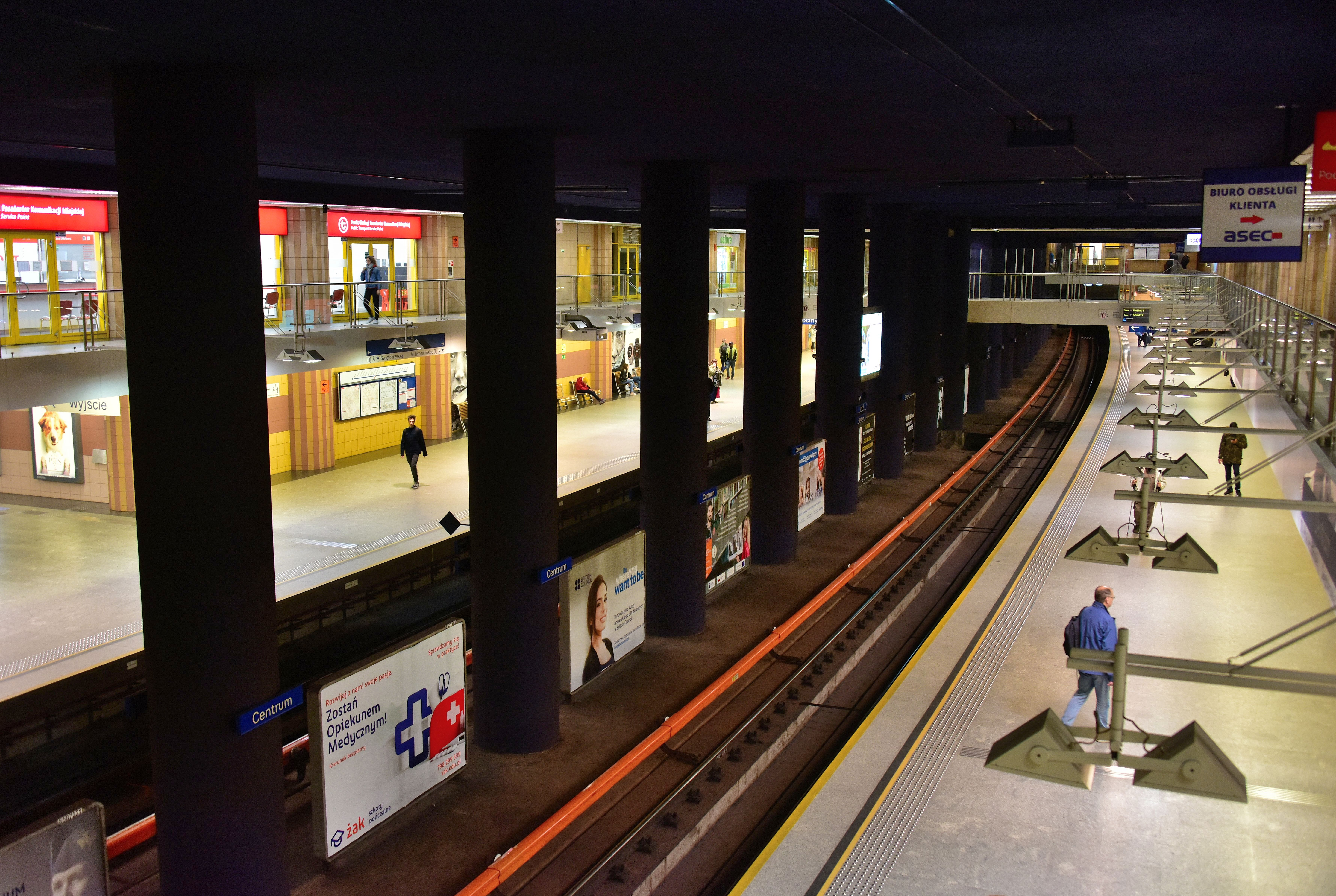
Загальний вигляд станції